# جورج غاسبر
جورج غاسبر (بالإنجليزية: George Gasper)‏ هو رياضياتي أمريكي، ولد في 10 أكتوبر 1939.